# Marienbrücke (Dresden)

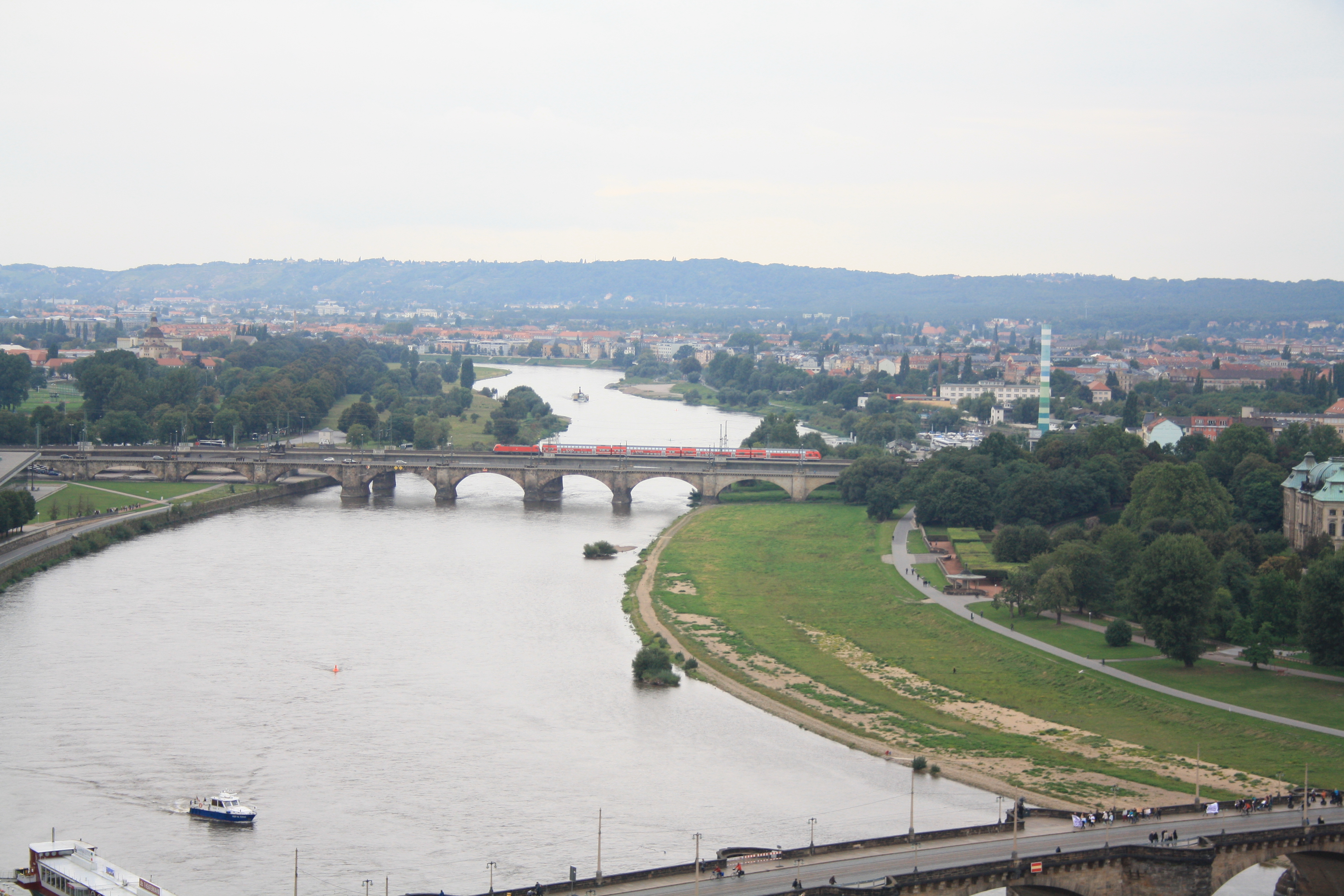
Die Marienbrücke von Südosten aus gesehen

Als Marienbrücke werden in Dresden zwei unmittelbar nebeneinander liegende Brücken über die Elbe zwischen Wilsdruffer Vorstadt und der Inneren Neustadt bezeichnet. Die 434 m lange Steinbogenbrücke bei Elbkilometer 56,5 besteht seit 1852 und war als zunächst kombinierte Straßen- und Eisenbahnbrücke nach der alten Augustusbrücke aus den 1730er Jahren die zweite feste Elbquerung in Dresden. Die Marienbrücke ist die älteste Elbbrücke der Stadt.
Im Jahr 1901 wurde stromabwärts (nördlich) für den Eisenbahnverkehr ein eigenes, parallel liegendes Brückenbauwerk mit vier Gleisen in Betrieb genommen. Die alte Brücke von 1852 dient nur noch dem Straßenbahn- und Straßenverkehr (Bundesstraße 6). In den Jahren 2001 bis 2004 wurden die stählernen Brückenbögen der Eisenbahnüberführung durch eine neue Spannbetonbrücke von 490 m Länge für fünf Gleise ersetzt.
Die Marienbrücke ist nach Maria Anna von Bayern benannt, der Gemahlin des sächsischen Königs Friedrich August II. und ist wie die benachbarte Augustusbrücke ein technisches Denkmal sowie Kulturdenkmal Dresdens.

## Straßenbrücke von 1852

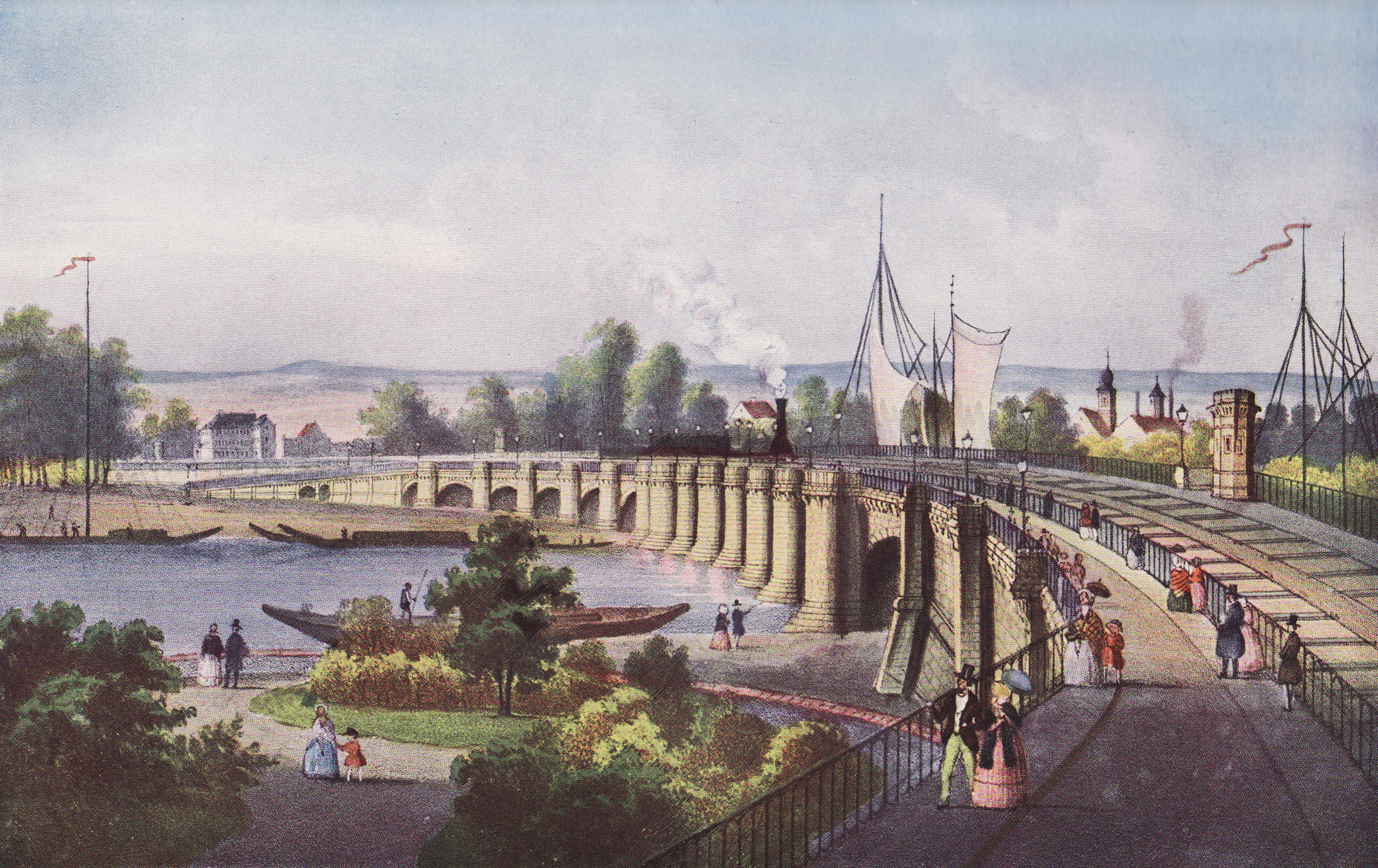
Die Marienbrücke von 1852 in einem zeitgenössischen Stich

Seit 1839 hatte die neu gebaute Bahnstrecke Leipzig–Dresden mit dem Leipziger Bahnhof ihren Dresdner Endpunkt auf Neustädter Elbseite. Wenige Jahre später begannen die Arbeiten an zwei weiteren in Dresden endenden Bahnstrecken, der im Jahr 1847 eröffneten Bahnstrecke Dresden–Görlitz und der 1848 zunächst von Dresden bis Pirna eröffneten Bahnstrecke Dresden–Bodenbach. Während erstere mit dem Schlesischen Bahnhof ebenfalls auf Neustädter Elbseite endete, fand die Strecke nach Bodenbach mit dem Böhmischen Bahnhof ihren Endpunkt auf Altstädter Elbseite und die gewünschte Verknüpfung der Bahnstrecken erforderte eine Elbquerung.
Zu dieser Zeit stellte die Augustusbrücke die einzige Verbindung zwischen Alt- und Neustadt dar. Während des Elbhochwassers 1845 stürzte am 31. März ein Pfeiler der Brücke ein und machte die Brücke unpassierbar. Dieses Ereignis verdeutlichte die Notwendigkeit einer zweiten Elbbrücke in Dresden. Die Stadt Dresden vereinbarte mit der Sächsisch-Böhmischen Staatseisenbahn, gemeinsam eine Elbbrücke für den kombinierten Eisenbahn- und Straßenverkehr zu errichten.
Der Bau der heutigen Straßenbrücke nach Plänen von Theodor Kunz und Johann Gottlieb Lohse begann mit dem ersten Spatenstich am 26. August 1846 und dauerte bis zur Übergabe am 19. April 1852. Nach der Grundsteinlegung am 3. Dezember 1846 wurden während der Jahre 1847 und 1848 die zwölf Pfeiler der Hauptbrücke gegründet und aufgemauert. Die Arbeiten an den Gewölben fanden im Folgejahr zwischen dem 12. April und dem 31. Oktober statt und im Jahr 1850 wurden die Stirnflächen der Brücke ausgeführt. Im selben Jahr wurde die Rampe mit Viaduktenaufteilung auf Altstädter Elbseite gegründet und 1851 schließlich mit der Rampe auf Neustädter Elbseite begonnen. Mit der Übergabe im Jahr 1852 nahm das Bauwerk eine 8 m breite zweigleisige Eisenbahntrasse und eine 6 m breite Straße auf.
Die gewünschte Angleichung an die Augustusbrücke gab wesentliche Konstruktionsmerkmale vor, wie die Ausführung als Steinbogenbrücke und definierte Höhenlage sowie die Aufteilung der Durchlässe im Elb-Strombereich. Die 434 m lange Strombrücke hat 14 Öffnungen. In der Mitte sind zwölf Bögen mit einer Korblinienform und jeweils 28,32 m lichter Weite angeordnet, an beiden Enden ist je eine halbkreisförmige Öffnung mit 14,16 m lichter Weite vorhanden. Die ersten Innenpfeiler und ein mittlerer Pfeiler haben eine Dicke von 6,80 m, die übrigen zehn Pfeiler sind 4,53 m dick. Die Strombrückenpfeiler wurden auf Pfahlrosten, die aus mit eisernen Blechen beschlagenen Holzpfählen bestehen, gegründet.
Die Rampe auf Neustädter Seite misst 198,2 Meter und überbrückt Teile des Palaisgartens. Nur zum Palaisgarten hin ist die eigentliche Rampe noch erkennbar und heißt wie die auf ihr verlaufende Straße Kleine Marienbrücke. Auf Altstädter Seite erforderte die Lage im Urstromtal der Elbe und der damalige Verlauf der Weißeritz eine 769 Meter lange Vorlandbrücke einschließlich zweier Durchlässe für die Friedrich- und die Stiftstraße.

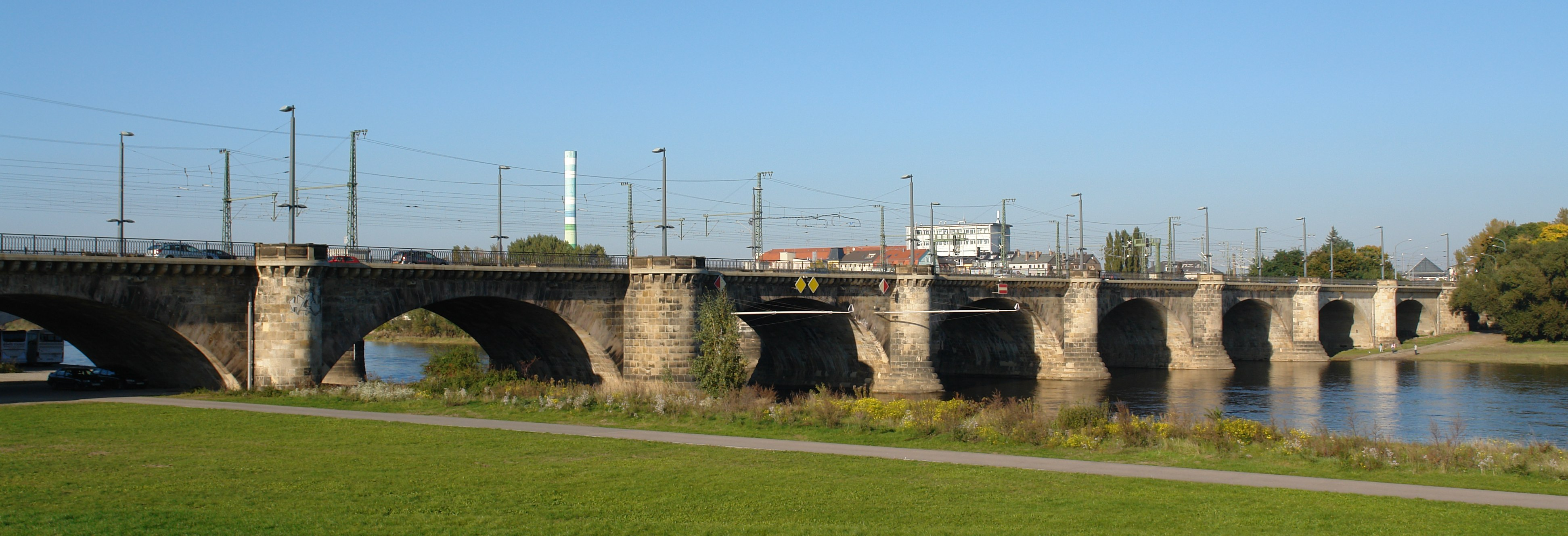
Ansicht der Straßenbrücke, 2010

Seit 1901 nimmt das Bauwerk auf einer 11 m breiten Fahrbahn den Straßenverkehr und einen zweigleisigen Straßenbahnbetrieb ohne eigene Trasse auf und hat beidseitig 3 m breite Gehwege. Bei der Verlegung größerer Gas- und Wasserleitungen wurden in den 1920er Jahren 40 bis 50 cm tiefe Schlitze in den Gewölberücken eingebracht und die Dichtung teilweise abgetragen. Durchfeuchtungen der Gewölbe waren die Folge.
In den letzten Tagen des Zweiten Weltkriegs wurde ein Pfeiler auf der Neustädter Elbseite gesprengt und die anschließenden Brückenöffnungen stürzten ein. In den Jahren 1946/47 erfolgte die Wiederherstellung der zerstörten Gewölbe in originaler Geometrie, jedoch aus Stahlbeton. Nur bei den Stirnmauern sowie den Pfeilerköpfen fand Pirnaer Sandstein Verwendung. Da die notwendige Erneuerung der Abdichtung nicht erfolgte, verschlechterte sich der bauliche Zustand der Brücke. Eine 1990 durchgeführte Probebelastung bestätigte die Notwendigkeit einer umfassenden Rekonstruktion.

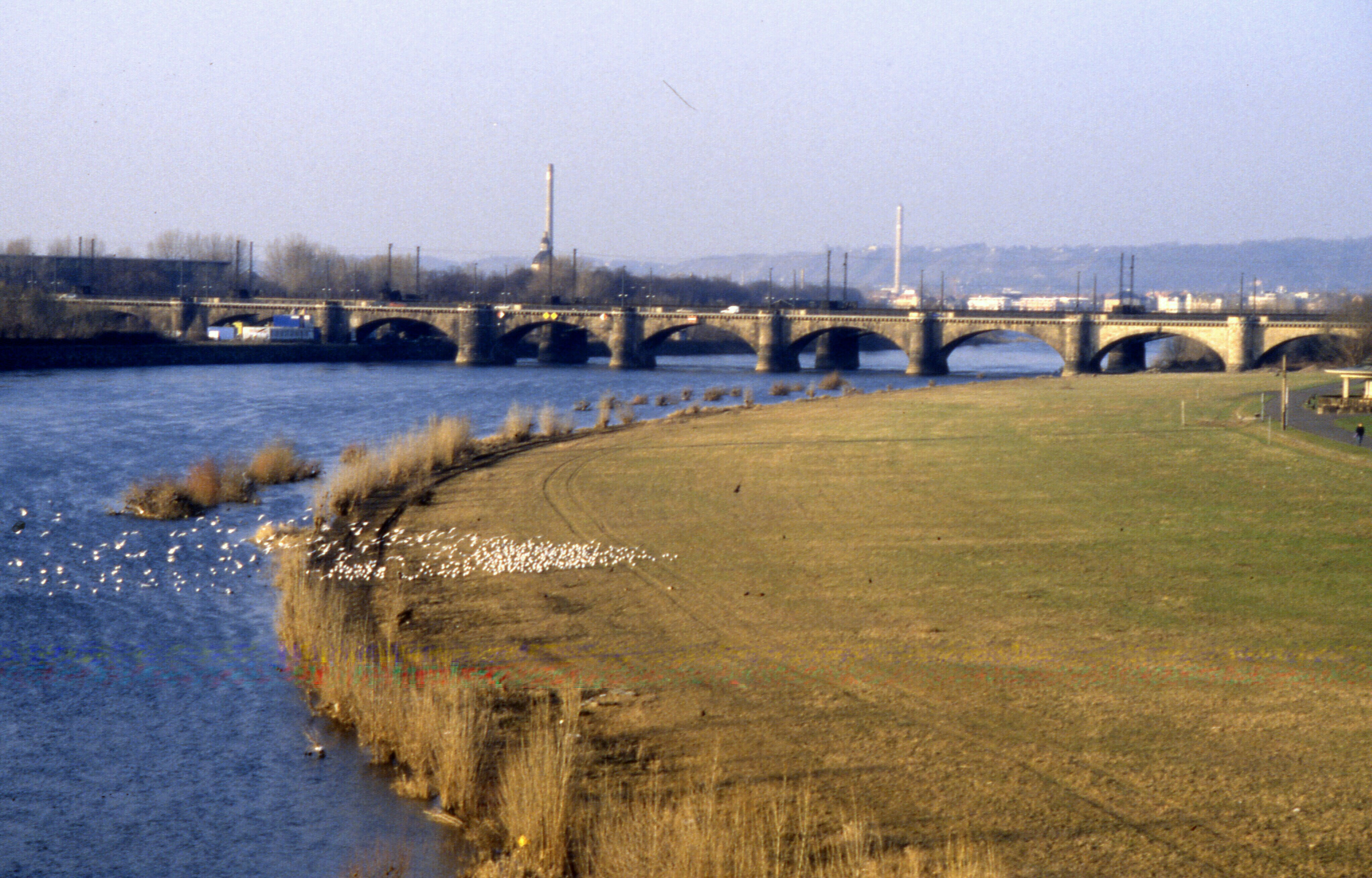
Die Brücke im Dezember 1998

Zum Schutz gegen Auswaschungen und Unterspülungen erfolgten zwischen 1994 und 1996 Zementhochdruckinjektionen an der Gründung und eine Umspundung der Pfahlrostköpfe. Neben der Instandsetzung war eine Verbreiterung der Brücke Bestandteil der von 1997 bis 2002 durchgeführten Rekonstruktionsarbeiten. Die Oberstromseite blieb dabei unverändert, da Denkmalschützer ihre Ansicht als Bestandteil des historischen Altstadtkerns werten. Deswegen wurde die Verbreiterung von 17 auf 20,5 Meter einseitig zur Unterstromseite mit einem einstegigen Plattenbalken ausgeführt.

## Eisenbahnbrücke
Die Eisenbahnbrücke ist Bestandteil der innerstädtischen Verbindungsbahn zwischen dem Hauptbahnhof und dem Bahnhof Dresden-Neustadt. Auf ihr verlaufen die Bahnstrecke Dresden-Neustadt–Děčín und die parallel dazu für den S-Bahn-Verkehr gebaute Bahnstrecke Pirna–Coswig.

### Bauwerk von 1901

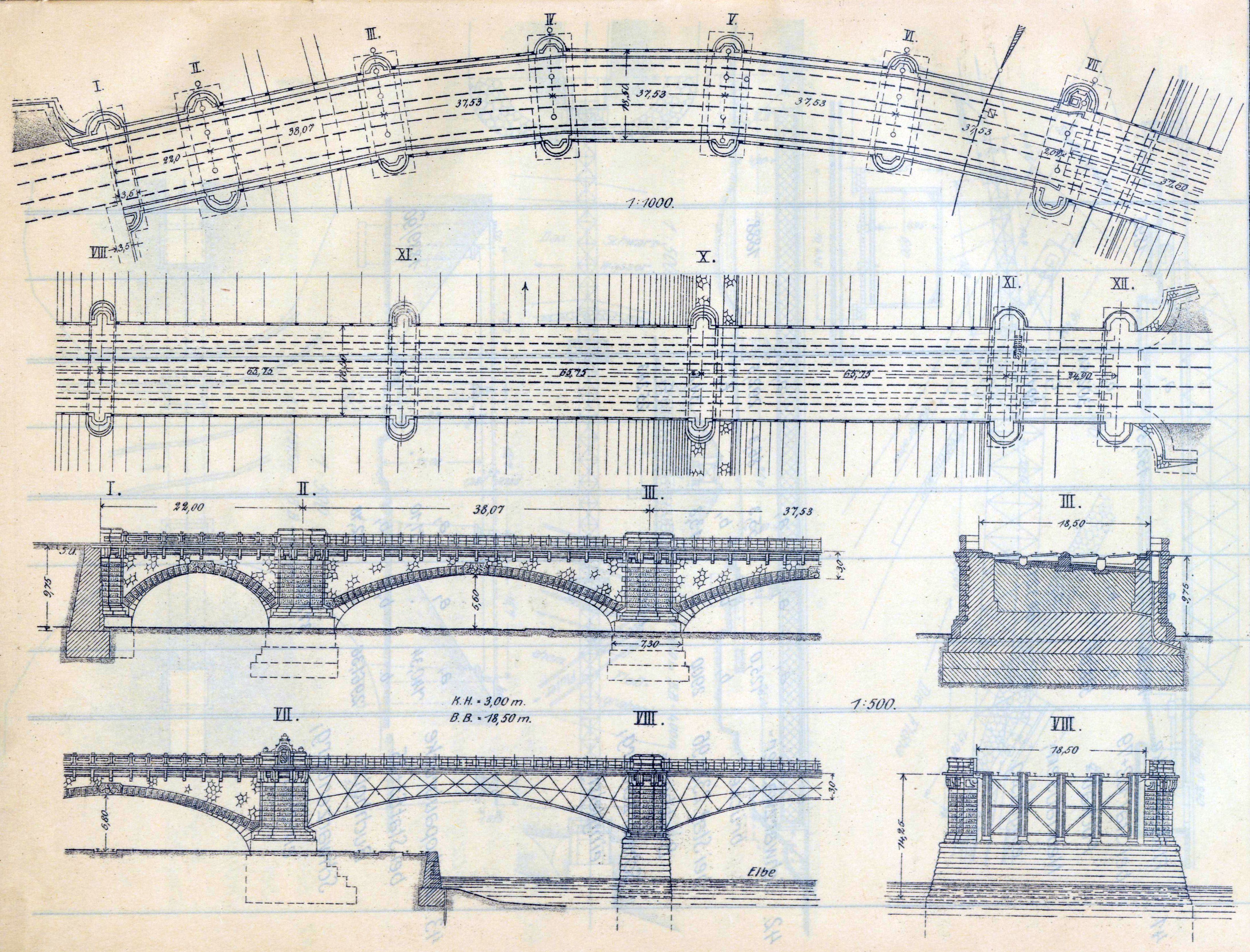
Die Eisenbahnbrücke von 1901

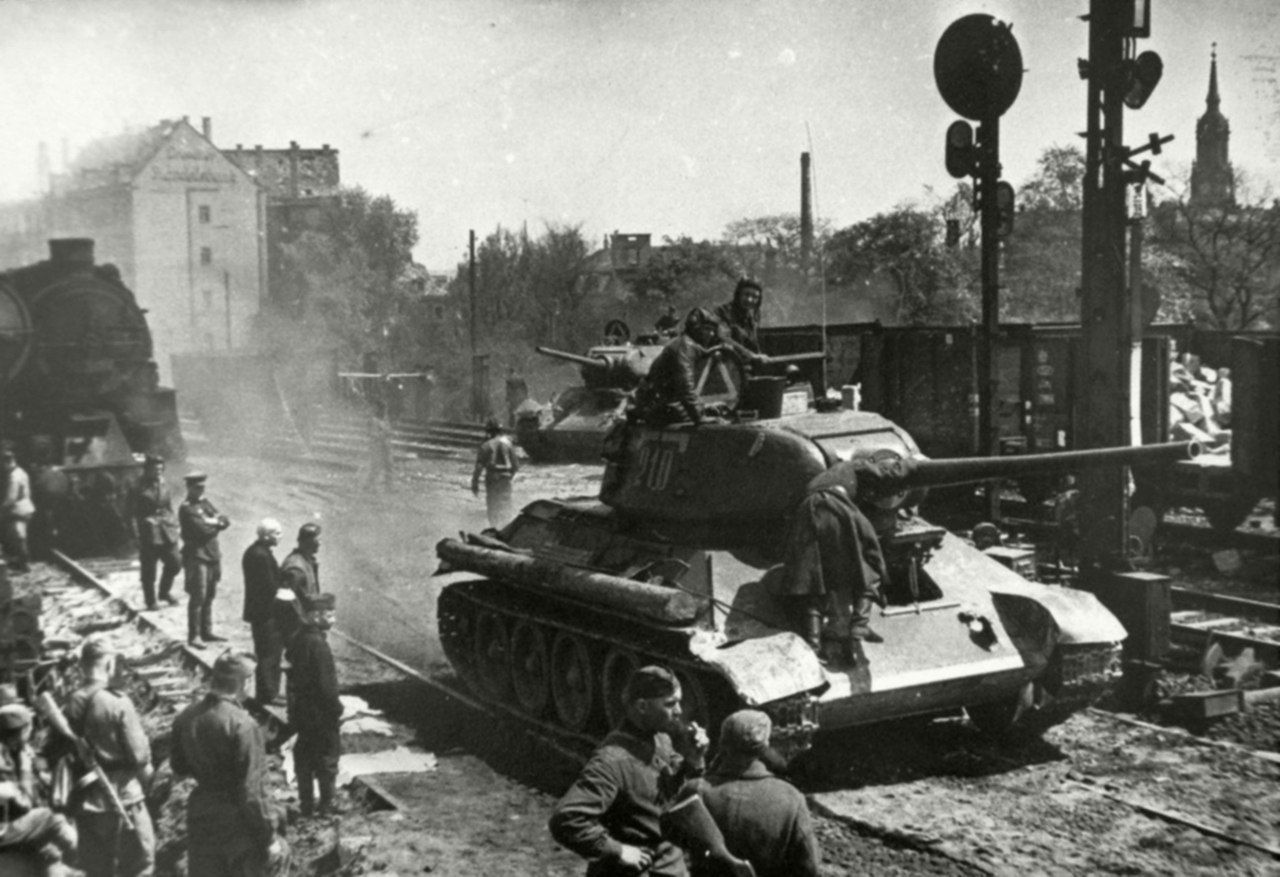
Sowjetische Panzer 1945 bei der Auffahrt auf die Eisenbahnbrücke

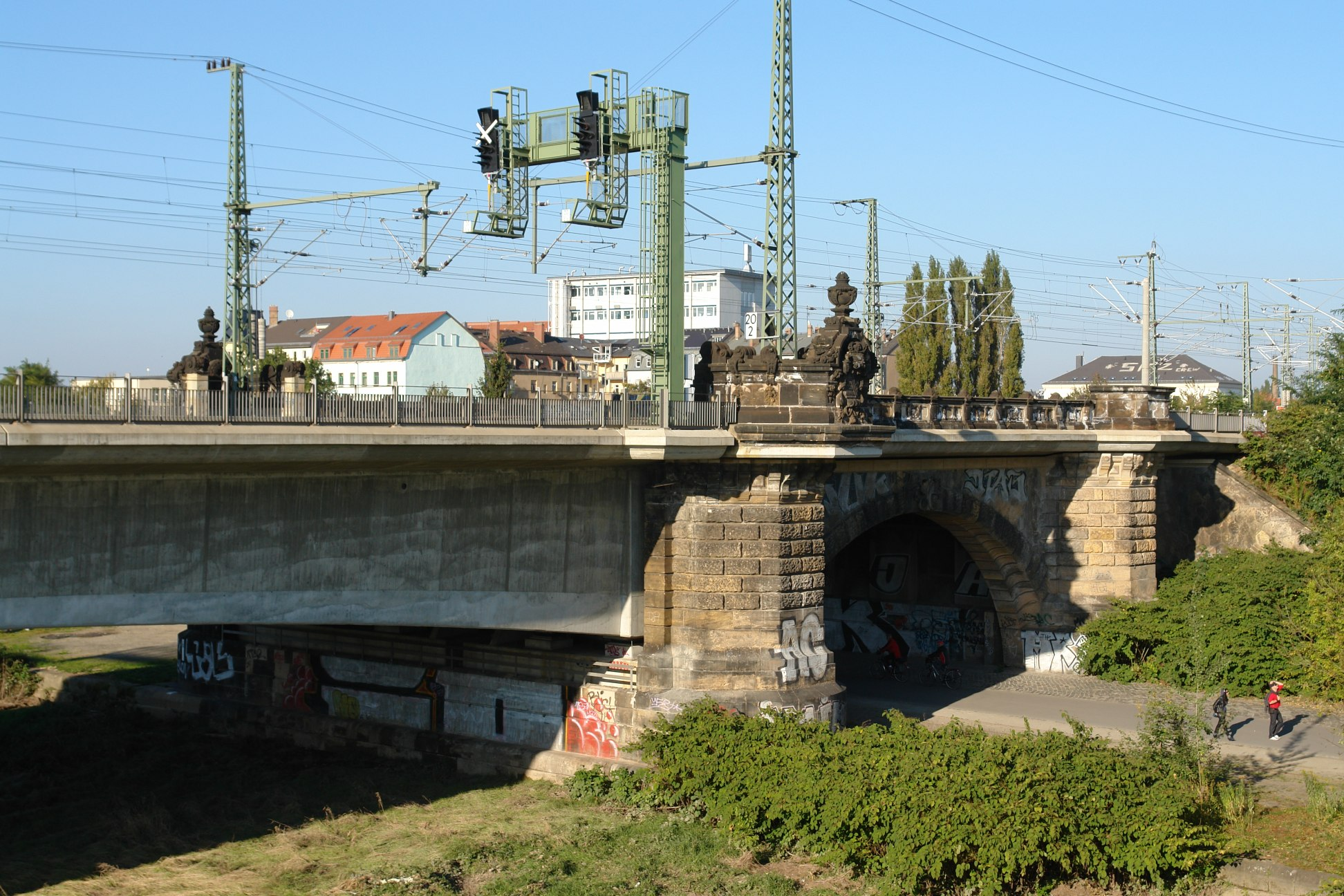
Der Vorlandbogen (rechts) über den Elberadweg besteht noch hauptsächlich aus Elementen des Bauwerks von 1901

Die erste reine Eisenbahnbrücke entstand im Rahmen der grundlegenden Neugestaltung des Eisenbahnknotens Dresden in den 1890er Jahren. Diese sah eine Erweiterung von zwei auf vier Gleise sowie eine Höherlegung der innerstädtischen Verbindungsbahn über die Marienbrücke vor. Ein erster Entwurf aus dem Jahr 1894 sah eine Verbreiterung der vorhandenen Brücke vor, allerdings ergaben Baugrunduntersuchungen an der Fundamenten der Pfeiler, dass diese der damit verbundenen höheren Belastung nicht gewachsen wären. Somit war ein Neubau zwingend notwendig und der sächsische Staat und die Stadt Dresden schlossen am 13. Juli 1894 einen Vertrag über den elbüberschreitenden Verkehr an der Marienbrücke. Dieser sah vor, dass die Stadt der Eisenbahngesellschaft die bestehende Marienbrücke abkaufen und für ihre eigenen Belange umbauen und die Eisenbahngesellschaft eine neue Brücke ausschließlich für den Eisenbahnverkehr errichten würde.
Die neue Eisenbahnbrücke wurde zwischen den Jahren 1898 und 1901 nach Plänen von Hans Manfred Krüger, andere Quellen nennen Claus Köpcke, 40 m stromabwärts durch die Stahlbaufirma Aug. Klönne errichtet. Am 1. März 1901 erfolgte die Inbetriebnahme. Das Bauwerk war für zwei Güterzug- und zwei Personzuggleise ausgelegt und bestand aus einer Vorlandbrücke und der Strombrücke. Die am westlichen Ufer liegende Vorlandbrücke ist eine ungefähr 203 m lange Gewölbebrücke mit sechs Öffnungen und lichten Weiten zwischen 22,0 m und 38,12 m. In Aussehen und in ihren Schmuckelementen glich sie der alten Marienbrücke. Die Strombrücke war eine 258,85 m lange stählerne Fachwerkbogenbrücke mit fünf Fachwerkhauptträgern und oben liegender Fahrbahn. Die Brücke hatte fünf Öffnungen mit maximalen Stützweiten von 65,75 m bei den drei mittleren Feldern, was einer Verdoppelung der Pfeilerabstände gegenüber der alten Straßenbrücke entsprach. Das westliche Endfeld war 37,6 m (39,84 m) weit gespannt, das östliche 24,0 m. Die Brücke hatte von Beginn an eine Gasheizung zum Abtauen der Schneemassen.
Einschließlich Vorbrücken verfügte die Brücke über 5692 m³ Mauerwerk. Das Gewicht des Stahlbaus betrug 4754 Tonnen.
Von den Luftangriffen auf Dresden im Zweiten Weltkrieg blieb die Eisenbahn-Marienbrücke verschont, jedoch sprengte die Wehrmacht noch kurz vor Kriegsende einen Bogen der Vorlandbrücke. Erst im Jahr 1956 war die zunächst behelfsmäßig wieder instandgesetzte Brücke vollständig repariert und der Eisenbahnverkehr konnte erneut über alle vier Gleise abgewickelt werden.
Da der Bauzustand nach hundert Jahren als bedenklich eingestuft und eine Erweiterung der Elbquerung von vier auf fünf Gleise als notwendig erachtet wurde, entschloss sich die Deutsche Bahn zu einem Neubau der Brücke. Parallel zur Errichtung einer neuen Brücke wurde das Bauwerk ab 2001 schrittweise abgerissen. Bis zur Inbetriebnahme der ersten beiden Gleise der neuen Brücke wurde der Verkehr noch über zwei Gleise des alten Bauwerks durchgeführt.
Während des Elbhochwassers 2002 wurde der zu dem Zeitpunkt noch genutzte Überbau auf Höhe der Brückenpfeiler mit Diesellokomotiven der Baureihe 130 beschwert. Damit sollte dem hochwasserbedingten Wasserdruck entgegengewirkt werden. Das Bauwerk nahm während des Hochwassers keinen Schaden, war aber bis zum 21. August 2002 nicht passierbar.

### Bauwerk von 2004

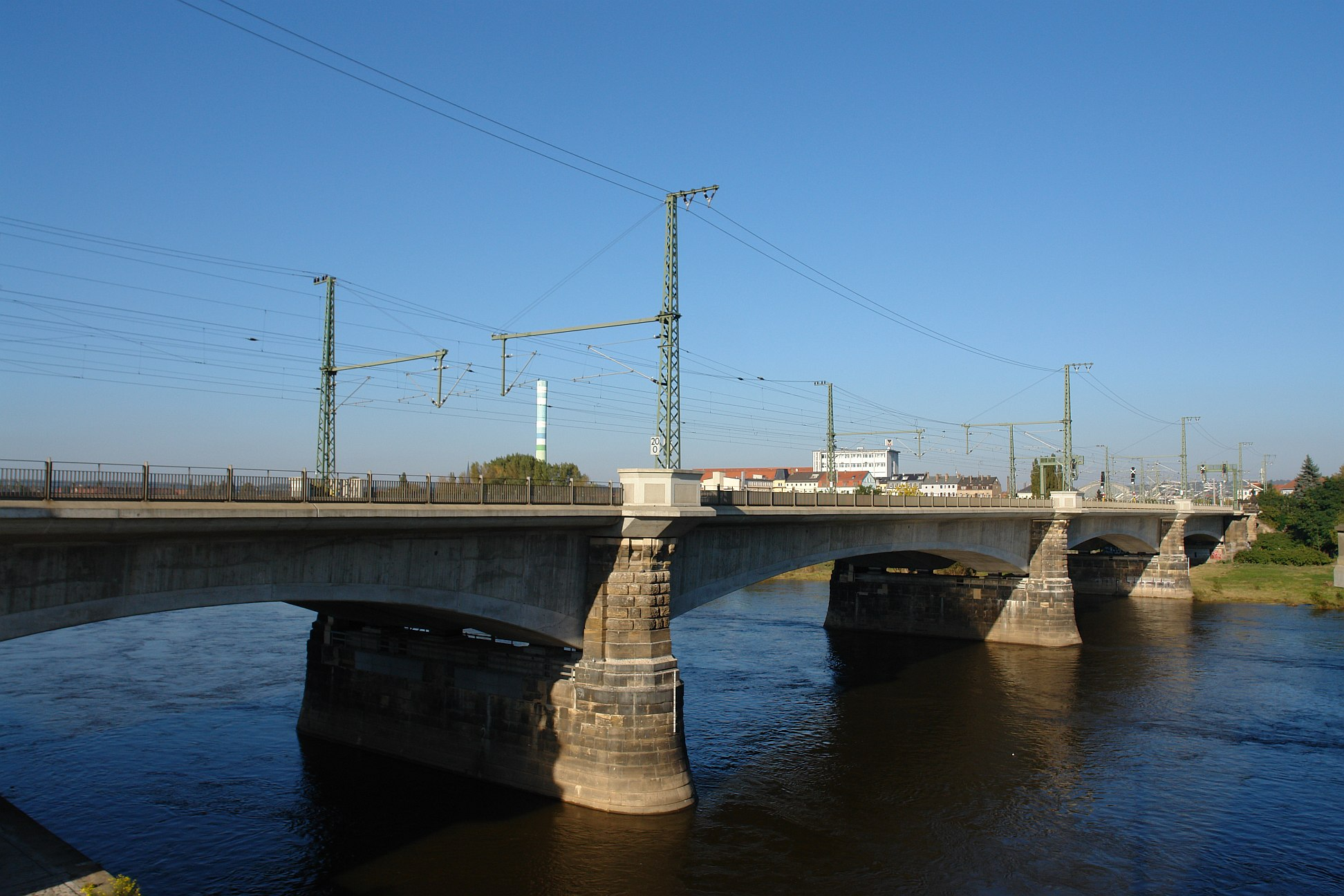
Die Eisenbahnbrücke von 2004 kombiniert alte und neue Elemente

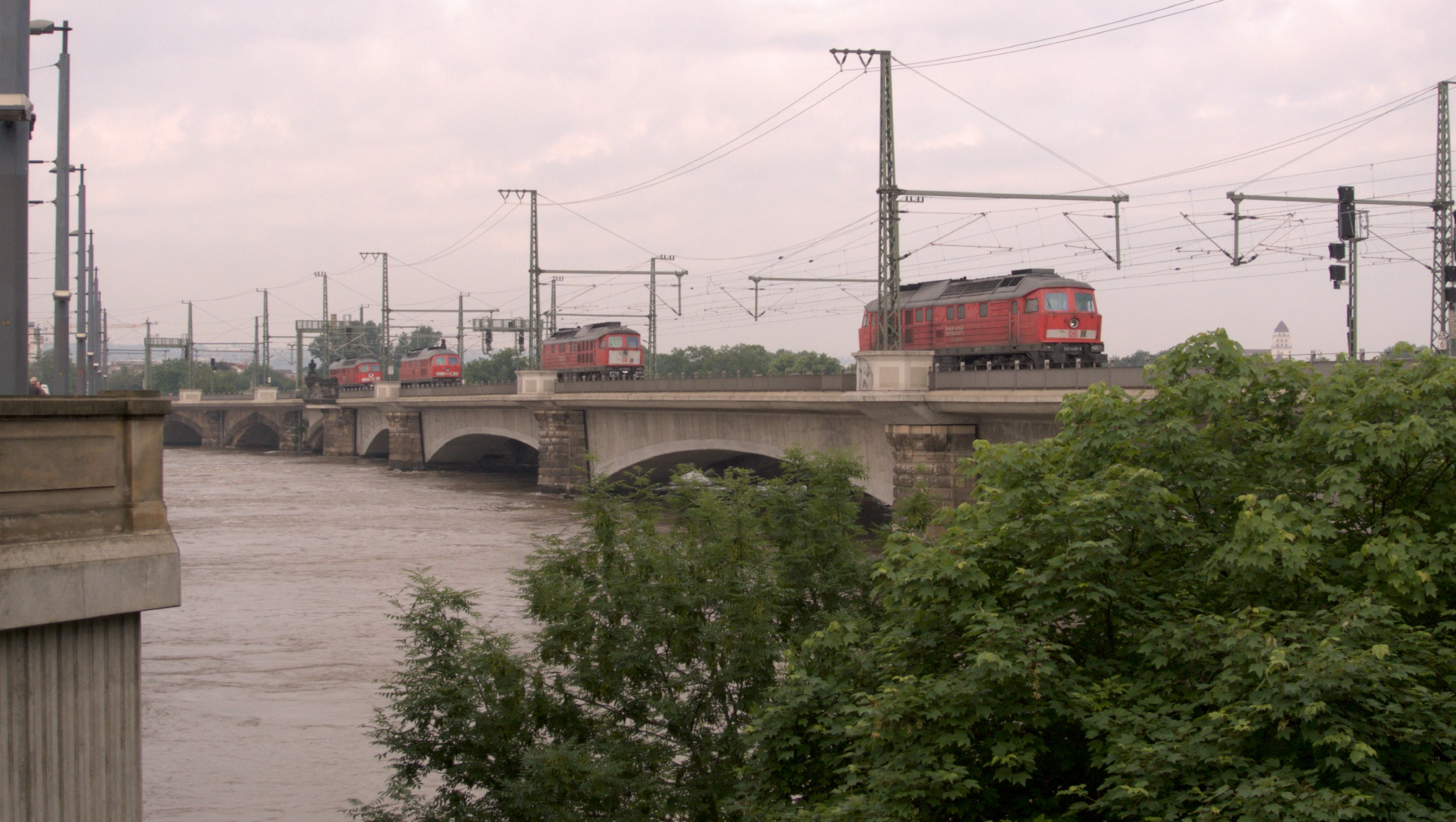
Die Eisenbahnbrücke während des Hochwassers am 7. Mai 2013

In den Jahren 2001 bis 2004 wurde die hundert Jahre alte stählerne Strombrücke durch eine gevoutete Spannbetonhohlkastenbrücke ersetzt. Sie wurde im Vorlandbereich auf Lehrgerüst und im Strombereich im Freivorbau errichtet. Die Hohlkästen haben im Feld eine Konstruktionshöhe von 2,50 m und über den Pfeilern 5,81 m. Das Bauwerk besteht aus zwei getrennten Überbauten. Die Stützweiten der beiden Strombrücken betragen 36,96 m im westlichen Endfeld sowie 67,70 m, 65,80 m und 64,86 m bei den Stromfeldern. Das östliche Endfeld besteht aus einer vorgespannten Stahlbetonplatte mit 24 m Spannweite. Die Stützweiten sind damit praktisch unverändert gegenüber der Vorgängerbrücke. Die zulässige Höchstgeschwindigkeit wurde von 40 auf 80 km/h angehoben. Die kleinste Durchfahrtshöhe beträgt beim höchsten Schifffahrtswasserstand 5,58 m mit einem Pegelstand von 5,00 m.
Aufgrund der veränderten Ausführung des Ersatzbaus lag ein besonderes Augenmerk auf der gestalterischen Ausführung. So wurden der untere Teil der seitlichen Stege in glatter Betonschalung und der darüberliegende Teil in vertikaler rauer Schalung ausgeführt. Dies greift die Bogengestaltung der Vorlandbrücke auf. Außerdem wurden Sandsteinelemente für Brüstungen und Kanzeln wieder verwendet.
Die Bauarbeiten begannen mit der Grundsteinlegung am 15. November 2001 und wurden termingerecht beendet. Der Rohbau des ersten Brückenüberbaus wurde am 18. September 2002 fertiggestellt und ging mit zwei Gleisen am 27. Januar 2003 in Betrieb. Anschließend wurde der zweite alte zweigleisige Brückenteil abgerissen und durch den zweiten, dreigleisigen Brückenüberbau des Neubaus ersetzt. Am 14. Oktober 2003 war der zweite Teil im Rohbau fertiggestellt. Dieser elbabwärts liegende Teil der Brücke ging am 19. April 2004 mit zwei weiteren Gleisen in Betrieb. Mit dem fertiggestellten Neubau stieg die Kapazität gegenüber der alten Brücke von 300 auf 550 Züge pro Tag.
Der fünfgleisige Ausbau der Marienbrücke war Bestandteil der zweiten Baustufe des Verkehrsprojekts Deutsche Einheit Nr. 9. Von fünf Gleisen befährt die S-Bahn Dresden planmäßig zwei Gleise; die drei weiteren dienen dem Fern-, Regional- und Güterverkehr.
Für das Bauwerk wurden rund 2000 t Stahl und 45.000 t Beton aufgewendet. Die Sanierung des gesamten Abschnitts zwischen den Einfahrten Dresden-Neustadt und Dresden Hauptbahnhof, einschließlich der Marienbrücke, kostete rund 100 Millionen Euro. Die Finanzierung erfolgte durch Bund, Land, Bahn und EU. Eine Quelle von 2003 spricht von Kosten in Höhe von rund 75 Millionen Euro.
In der Frühphase der Planung war eine sechsgleisige Brücke vorgesehen. Auf Grundlage des geplanten Betriebsprogramms erfolgte eine Reduzierung auf fünf Gleise.
Während des Elbhochwassers 2013 wurde der oberstromige Überbau mit den beiden Gleisen der S-Bahn gesperrt und der Überbau auf Höhe der Brückenpfeiler mit fünf Diesellokomotiven aus der Baureihenfamilie 130 auf dem flussaufwärtsgelegenen Gleis beschwert.

## Verkehrsbedeutung
Als Teil des westlichen Außenrings (Straßenbahn und Straße des 26er Rings) sowie als Teil der Eisenbahnverbindung zwischen den Fernbahnhöfen Dresden Hauptbahnhof und Dresden-Neustadt können beide Marienbrücken als Schlagadern der städtischen Infrastruktur bezeichnet werden. Die Marienbrücke ist neben der Brücke in Niederwartha eine der beiden Dresdner Eisenbahnbrücken über die Elbe. Über sie verkehren fast alle Fernverkehrszüge, die Dresden durchfahren, ebenso wie viele Regionalzüge und zwei S-Bahn-Linien.
Über die Straßenbrücke führen die Bundesstraße 6 sowie zwei Straßenbahnlinien (Linien 6 und 11). Ihre Bedeutung für den Kraftfahrzeugverkehr ergibt sich durch die Ringführung des 26er Rings, die Verkehrsmenge ist ähnlich hoch wie bei der Carolabrücke. Innerhalb des Straßenbahnnetzes nimmt die Marienbrücke zusätzlichen Umleitungsverkehr auf, wenn die Augustusbrücke gesperrt ist. Die Straßenauffahrt zur Brücke Richtung Altstadt und die sich anschließende Kurve sind seit 1. August 2015 dauerhaft nur einstreifig befahrbar.

### Verkehrsbelastung
- 2009: 33.500 Kfz/24h[17]
- 2015: 31.150 Kfz/24h[18]
- 2016: 31.400 Kfz/24h[18]